# Jasov
Jasov (v minulosti také Jasovský Podzámok (Podhradie), maďarsky Jászó, Jászóváralja, německy Joss, Pizendorf, Pisendorf) je obec na Slovensku v okrese Košice-okolí, 28 kilometrů od Košic. Leží v jihozápadní části Košické kotliny, na území pod dominantou vápencové Jasovské skály.
V obci žije přibližně 3 700 obyvatel. První písemná zmínka o obci pochází z roku 1234.

## Pamětihodnosti
- Premonstrátský klášter s kostelem svatého Jana Křtitele, architektem byl Franz Anton Pilgram
- původně gotický římskokatolický kostel sv. Michaela archanděla z 15. století
- Jasovská jeskyně zapsaná na seznamu UNESCO